# Furacão Doria
O furacão Doria foi um furacão incomum e errático que existiu durante setembro de 1967. A quarta tempestade e furacão nomeados da temporada de furacões no Atlântico de 1967, Doria se desenvolveu em 8 de setembro na costa leste da Flórida. Ela serpenteou até atingir o status de tempestade tropical, momento em que a tempestade se acelerou em direção ao nordeste. Em 10 de setembro, Doria intensificou-se para um furacão de categoria 1 na escala de furacões de Saffir-Simpson dos dias modernos. Depois de se mover para o mar, a tempestade se dirigiu para o oeste em direção aos Estados Unidos. Um ciclone compacto, Doria enfraqueceu para uma tempestade tropical pouco antes de se mover para a costa nos Estados do Médio Atlântico. A tempestade finalmente se dissipou em 21 de setembro.
A tempestade, que em última análise, desembarcou perto da fronteira da Virgínia–Carolina do Norte, produzindo ventos fortes ao longo da costa de Nova Jérsia através da Carolina do Norte. Um pequeno barco afundou ao largo da costa de Nova Jérsia, matando três dos seus ocupantes. O dano geral foi estimado em torno de us $150.000 (1967 USD), embora a tempestade global tivesse sido considerada benéfica.

## História meteorológica
As origens do furacão Doria remontam a uma área de mau tempo na costa nordeste da Flórida em 4 de setembro. Por vários dias, o sistema de baixa pressão vagou enquanto a pressão barométrica central caía gradualmente. Estima-se que a tempestade tenha se organizado em uma depressão tropical às 0000 UTC em 8 de setembro. Na época, estava situado ao norte da Ilha Grand Bahama. Movendo-se para o oeste, o ciclone atingiu a intensidade da tempestade tropical no início do dia seguinte.  Doria virou para nordeste e acelerou enquanto se afastava da Flórida. Em 10 de setembro, a tempestade tropical atingiu a força de um furacão. O ar frio foi arrastado para a circulação do furacão em 11 de setembro, fazendo com que ele se tornasse uma tempestade tropical. No entanto, o seu movimento para frente diminuiu e mais uma vez fortaleceu-se.
O furacão moveu-se para o leste, aparentemente em direção ao mar. No entanto, uma área de alta pressão sobre a Nova Inglaterra começou a direcionar Doria para o oeste em 13 de setembro. O furacão continuou a se fortalecer, e estima-se que tenha atingido o pico com ventos máximos de 137 km/h (85 mph) e uma pressão de ar mínima de 973 mbar (hPa; 28,73 inHg). Ele manteve esses ventos por aproximadamente 18 horas, antes de enfraquecer um pouco no final de 14 de setembro. Em seu livro de 2007 "Hurricanes and the Middle Atlantic States", Rick Schwartz comparou Doria ao furacão Chesapeake – Potomac de 1933, citando intensidades, trilhas e velocidades de avanço semelhantes.  Em 16 de setembro, a tempestade enfraqueceu para uma tempestade tropical em um ambiente mais frio e seco. Ao virar para o sul, Doria enfraqueceu rapidamente As previsões iniciais sugeriam a possibilidade de a tempestade manter a gravidade e se deslocar para a costa entre Maryland e Nova Jérsia.
Deteriorando-se continuamente, Doria atingiu a costa perto da fronteira entre a Virgínia e a Carolina do Norte e mudou-se para o sul por terra. Ela ressurgiu em águas abertas em 17 de setembro e, na mesma época, enfraqueceu para uma depressão tropical. Curvou-se para sudeste como uma depressão fraca e, vários dias depois, ainda era identificável como um sistema de tempestades ao sul da ilha de Bermuda. Ele se dissipou em 21 de setembro. Doria teve uma trilha incomum e caprichosa, descrita como "uma das tempestades mais erráticas já observadas".

## Impacto

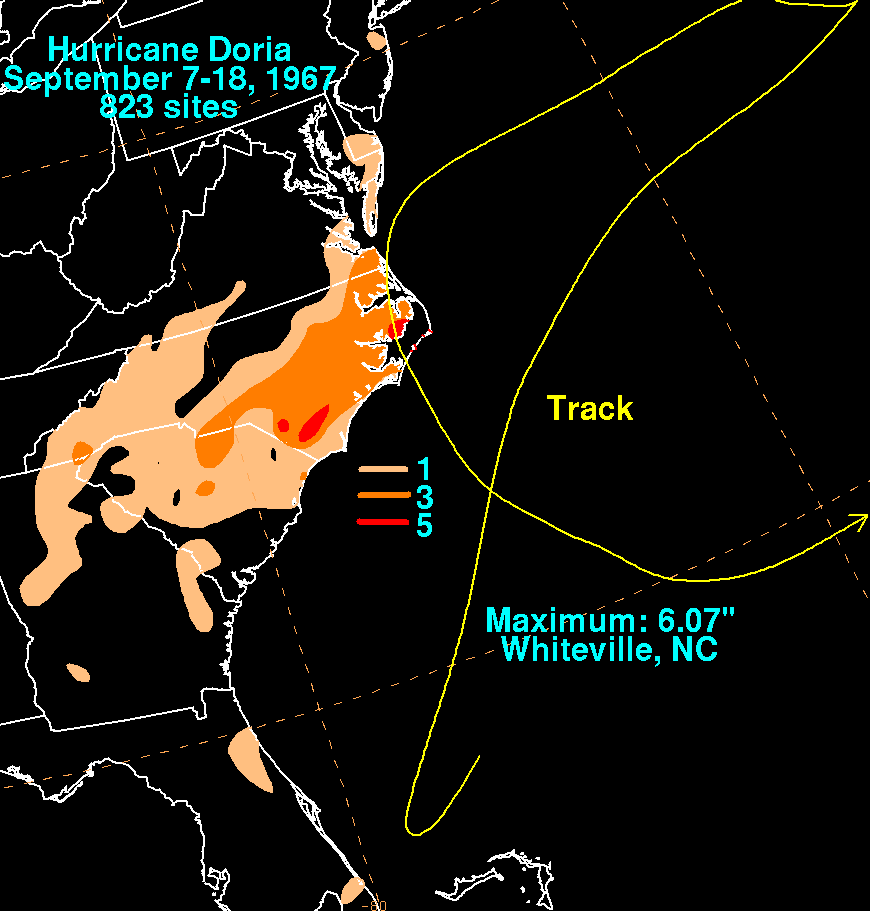
Totais de chuva associados ao furacão Doria

Antes da tempestade, avisos de furacão foram emitidos para grande parte da costa leste dos Estados Unidos. Por 19 horas, cerca de 420 km (260 mi) de costa estava sob um aviso Pelo menos 400 pessoas foram evacuadas de suas casas no sul de Nova Jérsia e 6.600 de Ocean City, Maryland.
Doria foi uma pequena tempestade, embora tenha trazido ventos fortes e inundações costeiras moderadas para algumas áreas; geralmente chuvas leves também foram observadas. Na Carolina do Norte, 155 mm (6.09 in) de precipitação caiu em Whiteville. Inundações repentinas e transbordamento de bueiros pluviais ocorreram nas porções sudeste do estado; também houve perdas nas lavouras, especialmente milho, algodão e tabaco. Na Virgínia, ventos fortes foram relatados ao longo da costa, com rajadas de até 60 mph (97 km/h) na Ilha Wallops. Ao longo da costa leste do estado, os ventos danificaram árvores, telhados, placas e paineis publicitários. Em Maryland, um impacto semelhante ocorreu em Ocean City, com danos a placas e paineis e o telhado de uma casa pré -fabricada rasgado; um calçadão da cidade também sofreu danos relacionados à tempestade.
Uma estação no Indian River Inlet em Delaware registou uma maré de tempestade 6.5 ft (2.0 m) acima do normal; os ventos sustentados mais altos relatados em associação terrestre com a tempestade, 50 mph (80 km/h), também ocorreu lá. Atlantic City, Nova Jérsia, registou uma rajada de pico de 39 mph (63 km/h), com precipitação de 13 mm (0.53 in). Os danos da tempestade foram geralmente leves. Na costa de Ocean City, Nova Jérsei, um cruzador de cabine afundou em mares de 25 pés (7,6 m). Três ocupantes da embarcação, uma mãe e seus dois filhos, morreram afogados. Em Massachusetts, alguns pequenos barcos afundaram nos portos. Em Ipswich Bay, 10 pessoas precisaram de resgate depois que dois barcos viraram. Uma pequena erosão da praia foi relatada em Nantucket. O dano geral foi estimado em $ 150.000, o que foi considerado mínimo. A passagem da tempestade foi considerada benéfica, por adicionar areia às praias e proporcionar chuvas favoráveis.